# UAE Arabian Gulf League
UAE Arabian Gulf League je nejvyšší fotbalová soutěž Spojených arabských emirátů. Soutěž byla založena roku 1976. Nejvíce titulů získal klub Al Ain FC. V soutěži hraje 14 týmů.

## UAE Arabian Gulf League 2016/17
| Klub              | Město         | Stadion                               |
| ----------------- | ------------- | ------------------------------------- |
| Al Ahli           | Dubaj         | Rashed Stadium                        |
| Al Ain            | Al Ajn        | Hazza Bin Zayed Stadium               |
| Al Dhafra         | Al Gharbia    | Hamdan Bin Zayed Stadium              |
| Al Ittihad Kalba  | Kalba         | Ittihad Kalba Club Stadium            |
| Al Jazira         | Abú Zabí      | Al Jazira Mohammed Bin Zayed Stadium  |
| Al Nasr           | Dubaj         | Al-Maktoum Stadium                    |
| Al Shabab         | Dubaj         | Maktoum Bin Rashid Al Maktoum Stadium |
| Al Sharjah        | Šardžá        | Sharjah Stadium                       |
| Al Wahda          | Abú Zabí      | Al-Nahyan Stadium                     |
| Al Wasl           | Dubaj         | Zabeel Stadium                        |
| Baniyas           | Abú Zabí      | Baniyas Stadium                       |
| Dibba Al Fujairah | Fudžajra      | Fujairah Club Stadium                 |
| Emirates          | Rás al-Chajma | Emirates Club Stadium                 |
| Hatta             | Dubaj         | Hatta Stadium                         |

## Přehled mistrů
| Ročník    | Mistr                      |
| --------- | -------------------------- |
| 1973/74   | Al Sharjah                 |
| 1974/75   | Al Ahli                    |
| 1975/76   | Al Ahli                    |
| 1976/77   | Al Ain FC                  |
| 1977/78   | Al Nasr                    |
| 1978/79   | Al Nasr                    |
| 1979/80   | Al Ahli                    |
| 1980/81   | Al Ain FC                  |
| 1981/82   | Al Wasl                    |
| 1982/83   | Al Wasl                    |
| 1983/84   | Al Ain FC                  |
| 1984/85   | Al Wasl                    |
| 1985/86   | Al Nasr                    |
| 1986/87   | Al Sharjah                 |
| 1987/88   | Al Wasl                    |
| 1988/89   | Al Sharjah                 |
| 1989/90   | Al Shabab                  |
| 1990/91   | Nedohrána (Válka v Zálivu) |
| 1991/92   | Al Wasl                    |
| 1992/93   | Al Ain FC                  |
| 1993/94   | Al Sharjah                 |
| 1994/95   | Al Shabab                  |
| 1995/96   | Al Sharjah                 |
| 1996/97   | Al Wasl                    |
| 1997/98   | Al Ain FC                  |
| 1998/99   | Al Wahda                   |
| 1999/2000 | Al Ain FC                  |
| 2000/01   | Al Wahda                   |
| 2001/02   | Al Ain FC                  |
| 2002/03   | Al Ain FC                  |
| 2003/04   | Al Ain FC                  |
| 2004/05   | Al Wahda                   |
| 2005/06   | Al Ahli                    |
| 2006/07   | Al Wasl                    |
| 2007/08   | Al Shabab                  |
| 2008/09   | Al Ahli                    |
| 2009/10   | Al Wahda                   |
| 2010/11   | Al Jazira                  |
| 2011/12   | Al Ain FC                  |
| 2012/13   | Al Ain FC                  |
| 2013/14   | Al Ahli                    |
| 2014/15   | Al Ain FC                  |
| 2015/16   | Al Ahli                    |
| 2016/17   | Al Jazira                  |